# Grand Ridge (Flórida)
Grand Ridge é uma vila localizada no estado americano da Flórida, no condado de Jackson. Foi incorporada em 1951.

## Geografia
De acordo com o United States Census Bureau, a vila tem uma área de 10,6 km², onde 10,2 km² estão cobertos por terra e 0,4 km² por água.

### Localidades na vizinhança
O diagrama seguinte representa as localidades num raio de 32 km ao redor de Grand Ridge.

## Demografia
Segundo o censo nacional de 2010, a sua população é de 892 habitantes e sua densidade populacional é de 87,2 hab/km². Possui 421 residências, que resulta em uma densidade de 41,15 residências/km².